# Spoorlijn Labouheyre - Sabres
De spoorlijn Labouheyre - Sabres was een spoorlijn van Labouheyre naar Sabres in het Franse departement Landes. De lijn was 18,1 km lang.

## Geschiedenis
De lijn werd geopend door de Société des chemins de fer d'intérêt local du département des Landes op 21 april 1890. Personenvervoer werd definitie opgeheven op 17 december 1947, goederenvervoer was er tot 1 juli 1969, daarna is de lijn gesloten en opgebroken tot Marquèze. Het gedeelte tussen Marquèze en Sabres is in gebruik als museumlijn.

## Aansluitingen
In de volgende plaats is of was er een aansluiting op de volgende spoorlijnen:
Labouheyre
RFN 655 000, spoorlijn tussen Bordeaux-Saint-Jean en en Irun
lijn tussen Labouheyre en Bias
lijn tussen Labouheyre en Sabres